# Mistrzostwa Świata w Lekkoatletyce 1983 – rzut młotem mężczyzn
Rzut młotem mężczyzn – jedna z konkurencji technicznych rozgrywanych podczas lekkoatletycznych mistrzostw świata w 1983 na Stadionie Olimpijskim w Helsinkach.

## Terminarz
| Data       |              |
| ---------- | ------------ |
| 8 sierpnia | Kwalifikacje |
| 9 sierpnia | Finał        |

## Rekordy
|               | Zawodnik          | Wynik | Miejsce | Data                 |
| ------------- | ----------------- | ----- | ------- | -------------------- |
| Rekord świata | Siergiej Litwinow | 84,14 | Moskwa  | 21 czerwca 1983(dts) |

## Wyniki

### Kwalifikacje
Zawodnicy startowali w dwóch grupach. Minimum kwalifikacyjne wynosiło 73,50 m. Do finału awansowali miotacze, którzy uzyskali minimum (Q) lub 12 zawodników z najlepszymi wynikami (q).
| Pozycja | Grupa | Zawodnik            | Państwo           | #1    | #2     | #3    | Wynik | Uwagi |
| ------- | ----- | ------------------- | ----------------- | ----- | ------ | ----- | ----- | ----- |
| 1       | B     | Siergiej Litwinow   | ZSRR              | 78,50 | –      | –     | 78,50 | Q     |
| 2       | A     | Zdzisław Kwaśny     | Polska            | 73,28 | 73,36  | 75,78 | 75,78 | Q     |
| 3       | A     | Jurij Siedych       | ZSRR              | 75,52 | –      | –     | 75,52 | Q     |
| 4       | A     | Juha Tiainen        | Finlandia         | 72,66 | 75,02  | –     | 75,02 | Q     |
| 5       | B     | Günther Rodehau     | NRD               | 71,28 | 74,86  | –     | 74,86 | Q     |
| 6       | A     | Emanuił Djułgerow   | Bułgaria          | 74,74 | –      | –     | 74,74 | Q     |
| 7       | B     | Karl-Hans Riehm     | RFN               | 74,56 | –      | –     | 74,56 | Q     |
| 8       | A     | Klaus Ploghaus      | RFN               | 74,46 | –      | –     | 74,46 | Q     |
| 9       | B     | Harri Huhtala       | Finlandia         | 73,22 | 74,28  | –     | 74,28 | Q     |
| 10      | A     | Igor Nikulin        | ZSRR              | 74,06 | –      | –     | 74,06 | Q     |
| 11      | A     | Roland Steuk        | NRD               | 73,68 | –      | –     | 73,68 | Q     |
| 12      | B     | Christoph Sahner    | RFN               | 73,44 | x      | 72,42 | 73,44 | q     |
| 13      | B     | Giampaolo Urlando   | Włochy            | 69,86 | x      | 72,06 | 72,06 |       |
| 14      | A     | František Vrbka     | Czechosłowacja    | 68,06 | 71,72  | 70,34 | 71,72 |       |
| 15      | A     | Robert Weir         | Wielka Brytania   | 71,62 | 70,72  | 68,24 | 71,62 |       |
| 16      | A     | Shigenobu Murofushi | Japonia           | 71,42 | x      | x     | 71,42 |       |
| 17      | B     | Chris Black         | Wielka Brytania   | x     | 71,18  | x     | 71,18 |       |
| 18      | B     | Mariusz Tomaszewski | Polska            | 70,62 | x      | 69,44 | 70,62 |       |
| 19      | B     | Dave McKenzie       | Stany Zjednoczone | 69,24 | 676,22 | 69,94 | 69,94 |       |
| 20      | A     | Ed Burke            | Stany Zjednoczone | 67,72 | 69,12  | 68,70 | 69,12 |       |
| 21      | B     | Richard Olsen       | Norwegia          | 67,62 | 68,58  | x     | 68,58 |       |
| 22      | A     | Matthew Mileham     | Wielka Brytania   | x     | 67,12  | x     | 67,12 |       |
| 23      | B     | John McArdle        | Stany Zjednoczone | x     | 64,44  | 66,18 | 66,18 |       |
| 24      | B     | Hans Lotz           | Australia         | x     | 66,14  | 65,42 | 66,14 |       |
| 25      | A     | Kjell Bystedt       | Szwecja           | 65,84 | 64,72  | 65,86 | 65,86 |       |
| 26      | A     | Hakim Toumi         | Algieria          | 65,54 | 63,92  | 63,98 | 65,54 |       |
| 26      | A     | Xie Yingqi          | Chiny             | 62,54 | 65,54  | 63,04 | 65,54 |       |
| 28      | A     | Declan Hegarty      | Irlandia          | 65,46 | x      | 64,12 | 65,46 |       |
| 29      | B     | Fatmir Bajraktari   | Albania           | 61,22 | 61,72  | 64,48 | 64,48 |       |
| –       | B     | Jiří Chamrád        | Czechosłowacja    | x     | x      | x     | NM    |       |
| –       | B     | Ralf Haber          | NRD               | x     | x      | x     | NM    |       |
| –       | A     | Henryk Królak       | Polska            | x     | x      | x     | NM    |       |
| –       | B     | Johann Lindner      | Czechosłowacja    | x     | x      | x     | NM    |       |

### Finał
Polak Zdzisław Kwaśny osiągnął w ostatniej kolejce finału odległość 81,54 m, która dawała mu srebrny medal. Kierownictwo reprezentacji ZSRR złożyło jednak protest, że Kwaśny nastąpił na brzeg koła. Analiza wideo potwierdziła ten zarzut i następnego dnia po konkursie finałowym rzut Polaka został uznany za nieważny.
| Poz. | Zawodnik          | Państwo   | #1    | #2    | #3    | #4    | #5    | #6    | Wynik |
| ---- | ----------------- | --------- | ----- | ----- | ----- | ----- | ----- | ----- | ----- |
| 01 ! | Siergiej Litwinow | ZSRR      | 82,68 | 82,04 | 73,54 | 80,90 | 80,26 | 81,84 | 82,68 |
| 02 ! | Jurij Siedych     | ZSRR      | 79,22 | 79,76 | 80,64 | 80,94 | 78,96 | x     | 80,94 |
| 03 ! | Zdzisław Kwaśny   | Polska    | 77,38 | 79,42 | 79,16 | 76,44 | 76,40 | x     | 79,42 |
| 4.   | Igor Nikulin      | ZSRR      | 77,86 | 78,46 | x     | 78,96 | 79,34 | 77,74 | 79,34 |
| 5.   | Günther Rodehau   | NRD       | x     | 76,04 | 74,80 | 77,08 | 75,36 | 76,12 | 77,08 |
| 6.   | Klaus Ploghaus    | RFN       | 76,96 | 76,12 | 75,26 | x     | 76,76 | 76,94 | 76,96 |
| 7.   | Karl-Hans Riehm   | RFN       | 76,92 | x     | 76,70 | 74,82 | 73,74 | x     | 76,92 |
| 8.   | Emanuił Djułgerow | Bułgaria  | 76,22 | 74,58 | 76,64 | 76,12 | x     | 75,38 | 76,64 |
| 9.   | Juha Tiainen      | Finlandia | 73,52 | 74,54 | 75,60 |       |       |       | 75,60 |
| 10.  | Harri Huhtala     | Finlandia | 74,52 | 75,46 | 73,96 |       |       |       | 75,46 |
| 11.  | Christoph Sahner  | RFN       | 70,60 | 71,26 | 72,86 |       |       |       | 72,86 |
| 12.  | Roland Steuk      | NRD       | 72,10 | x     | x     |       |       |       | 72,10 |